# Curling nos Jogos Olímpicos de Inverno de 2002
O curling nos Jogos Olímpicos de Inverno de 2002 consistiu de três eventos, realizados no Ice Sheet Ogden, em Ogden, nos Estados Unidos.

## Medalhistas
| Evento             | Ouro                                                                                       | Prata                                                                              | Bronze                                                                                       |
| ------------------ | ------------------------------------------------------------------------------------------ | ---------------------------------------------------------------------------------- | -------------------------------------------------------------------------------------------- |
| Masculino detalhes | Torger Nergård Bent Ånund Ramsfjell Flemming Davanger Lars Vågberg Pål Trulsen NOR Noruega | Ken Tralnberg Don Walchuk Carter Rycroft Don Bartlett Kevin Martin CAN Canadá      | Marco Ramstein Christof Schwaller Markus Eggler Damian Grichting Andreas Schwaller SUI Suíça |
| Feminino detalhes  | Margaret Morton Rhona Martin Deborah Knox Fiona MacDonald Janice Rankin GBR Grã-Bretanha   | Nadia Röthlisberger Luzia Ebnöther Laurence Bidaud Tanya Frei Mirjam Ott SUI Suíça | Julie Skinner Georgina Wheatcroft Kelley Law Diane Nelson Cheryl Noble CAN Canadá            |

## Quadro de medalhas
| Ordem | País             | Medalha de ouro | Medalha de prata | Medalha de bronze |   |
| ----- | ---------------- | --------------- | ---------------- | ----------------- | - |
| 1     | GBR Grã-Bretanha | 1               |                  |                   | 1 |
| 1     | NOR Noruega      | 1               |                  |                   | 1 |
| 3     | CAN Canadá       |                 | 1                | 1                 | 2 |
| 3     | SUI Suíça        |                 | 1                | 1                 | 2 |
| TOTAL | TOTAL            | 2               | 2                | 2                 | 6 |